# Lillbyasjön
Lillbyasjön är en sjö i Östhammars kommun i Uppland och ingår i Norrströms huvudavrinningsområde. Sjön har en area på 0,333 kvadratkilometer och ligger 25 meter över havet.

## Delavrinningsområde
Lillbyasjön ingår i det delavrinningsområde (667919-161588) som SMHI kallar för Utloppet av Filmsjön. Medelhöjden är 34 meter över havet och ytan är 28,87 kvadratkilometer. Det finns ett avrinningsområde uppströms, och räknas det in blir den ackumulerade arean 60,48 kvadratkilometer. Fyrisån som avvattnar avrinningsområdet har biflödesordning 3, vilket innebär att vattnet flödar genom totalt 3 vattendrag innan det når havet efter 146 kilometer. Avrinningsområdet består mestadels av skog (54 procent) och jordbruk (19 procent). Avrinningsområdet har 0,63 kvadratkilometer vattenytor vilket ger det en sjöprocent på 2,2 procent. Bebyggelsen i området täcker en yta av 2,31 kvadratkilometer eller 8 procent av avrinningsområdet.